# Vinbarbital
Vinbarbital ist eine chemische Verbindung aus der Gruppe der Barbiturate und damit ein Barbitursäure-Derivat. Als Arzneistoff besitzen Vinbarbital sowie sein Natriumsalz vorwiegend hypnotische und sedierende Wirkung. In Deutschland sind keine Präparate auf der Basis von Vinbarbital zugelassen. Vinbarbital kommt in drei verschiedenen polymorphen Modifikationen vor. Ein Isomer zu Vinbarbital ist das strukturell sehr ähnliche Vinylbital.